# Ministère des Affaires étrangères (Bahreïn)
 (janvier 2021).
Si vous disposez d'ouvrages ou d'articles de référence ou si vous connaissez des sites web de qualité traitant du thème abordé ici, merci de compléter l'article en donnant les références utiles à sa vérifiabilité et en les liant à la section « Notes et références ».
Pour les articles homonymes, voir Ministère des Affaires étrangères.
Le Ministère des Affaires étrangères de Bahreïn est chargé de coordonner et de mettre en œuvre toutes les questions liées à la politique étrangère du pays, aux relations du Bahreïn avec d’autres pays et organisations internationales, et de protéger les intérêts des citoyens bahreïnis à l’étranger.

## Histoire
En 1971, un décret émirien a été publié pour annoncer l’organisation du Ministère bahreïnie des affaires étrangères et définir ses tâches. La même année, le décret émirien no 4 a été publié concernant le système des corps diplomatiques et consulaires, dans le cadre duquel le Ministère des affaires étrangères coordonne et met en œuvre toutes les questions relatives à la politique étrangère de l’état et régit ses relations avec les pays étrangers et les organisations internationales. Soucieux des intérêts des citoyens bahreïnis et les protégeant à l’étranger, le Ministère des affaires étrangères exerce ses fonctions conformément à la vision, à la mission et aux objectifs stratégiques et secondaires du ministère. Le siège du ministère des Affaires étrangères était au sein de la Maison du gouvernement jusqu'en 1983, date à laquelle il a ensuite déménagé à son emplacement actuel dans un bâtiment séparé.

## Débuts de l'action diplomatique
À la suite de la création du Ministère des Affaires étrangères, le Bahreïn a commencé à participer aux sommets arabes, aux ministres des affaires étrangères de la Ligue des États arabes, aux sessions de l'Assemblée générale des Nations Unies et aux réunions ministérielles du Conseil de sécurité, en plus des réunions des pays non alignés et de l'Organisation de la Conférence islamique, des sommets et des réunions ministérielles des États du Conseil de coopération du Golfe.

## Premiers ambassadeurs
Bahreïn a envoyé ses premières missions étrangères à New York, Londres et au Caire, et le cheikh Salman ben Daij a été le premier ambassadeur de Bahreïn à Londres. Quant à la première mission diplomatique à l'étranger, elle était dirigée par l'Ambassadeur Taqi al-Baharna en République arabe d'Égypte, le professeur Ibrahim Ali Ibrahim et Mustafa Kamal ont travaillé avec lui. Le premier ambassadeur de Bahreïn aux Nations unies était Salman Al-Saffar.

## Ministres des affaires étrangères
| Ministre                                  | Image | date de début     | date de fin              |
| ----------------------------------------- | ----- | ----------------- | ------------------------ |
| Mohammed bin Mubarak bin Hamad Al Khalifa |       | 14 août 1971      | 29 septembre 2005        |
| Khalid ben Ahmed al-Khalifah              |       | 29 septembre 2005 | 11 février 2020          |
| Abdul Latif bin Rashid Al-Zayani          |       | 11 février 2020   | en cours en juillet 2025 |